# باشگاه فوتبال استمفورد
باشگاه فوتبال استمفورد (به انگلیسی: Stamford Association Football Club) یک باشگاه فوتبال در شهر استمفورد، لینکولن‌شایر، کشور انگلستان است که در سال ۱۸۹۶ میلادی تأسیس شده‌است.